# قصر نالوت
قصر نالوت أو قصر لالوت في المدينة القديمة بنالوت، ليبيا. هو من أقدم «القصور الأمازيغية» في ليبيا ويقع على حافة جبل نفوسة وعلى ارتفاع 640 متراً عن مستوى سطح البحر، كما أنه يطل أو يراقب الطريق الرئيسية التي تربط بين طرابلس وغدامس.
لايوجد تاريخ دقيق مسجل لنشأة القصر، إلا أنه يعتقد أن تاريخ إنشاء عدد من القصور المنتشرة في المنطقة يعود إلى القرنين العاشر أو الحادي عشر الميلادي.

## معمار القصر
يرتفع قصر نالوت ليصل إلى ستة طوابق شيّدت بداخلها أعداد كبيرة من المخازن التي استخدمت لتخزين الحبوب، الغلال، زيت الزيتون والبضائع لتبلغ نحو 300 غرفة، حيث أن التخزين كان السبب الرئيسي لإنشاء القصر، ويبلغ عرض الغرفة الواحد حوالي 1.75 متر وبارتفاع 1.65 متر. يتميز القصر بعدم وجود ساحة كبيرة في وسطه، أما بنائه فقد تم من الحجارة الصغيرة، الخشب والجبس. توجد في الحيطان أعمدة خشبية صغيرة وُضعت كسلالم للوصول للطوابق العلوية.
تعرض القصر لقصف مدفعي من قبل الجنود الأتراك بعد سقوط الأسرة القرمانلية عام 1835 حيث ضعفت إنشائاته واضطر سكانه لهجره، ليتم ترميمه من قبل السكان المحليين في القرن التاسع عشر في مرحلة لاحقة.
القصر مهجور منذ العام 1960 وأصبح مكان تراثي يزوره السوّاح. وفي ثمانينيات القرن العشرين قام أهالي المنطقة وبعض الجمعيات التطوعية بنالوت بالتعاون مع هيئة الآثار بترميمه وتنظيفه.
يتم ترميمه مرة أخرى في 2023 ولازالت أعمال الترميم مستمرة حتى أكتوبر 2024.

## معرض صور

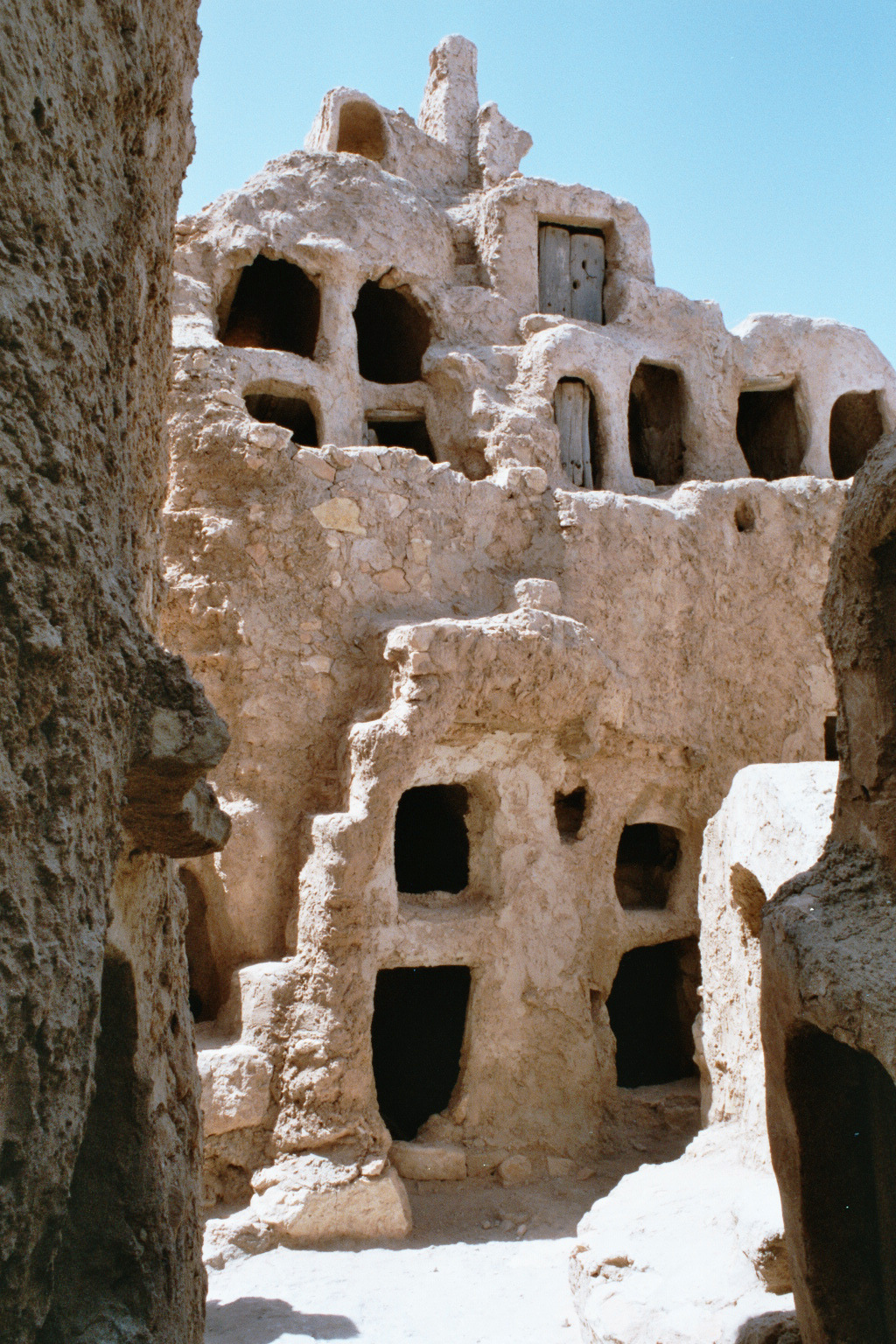
قصر نالوت
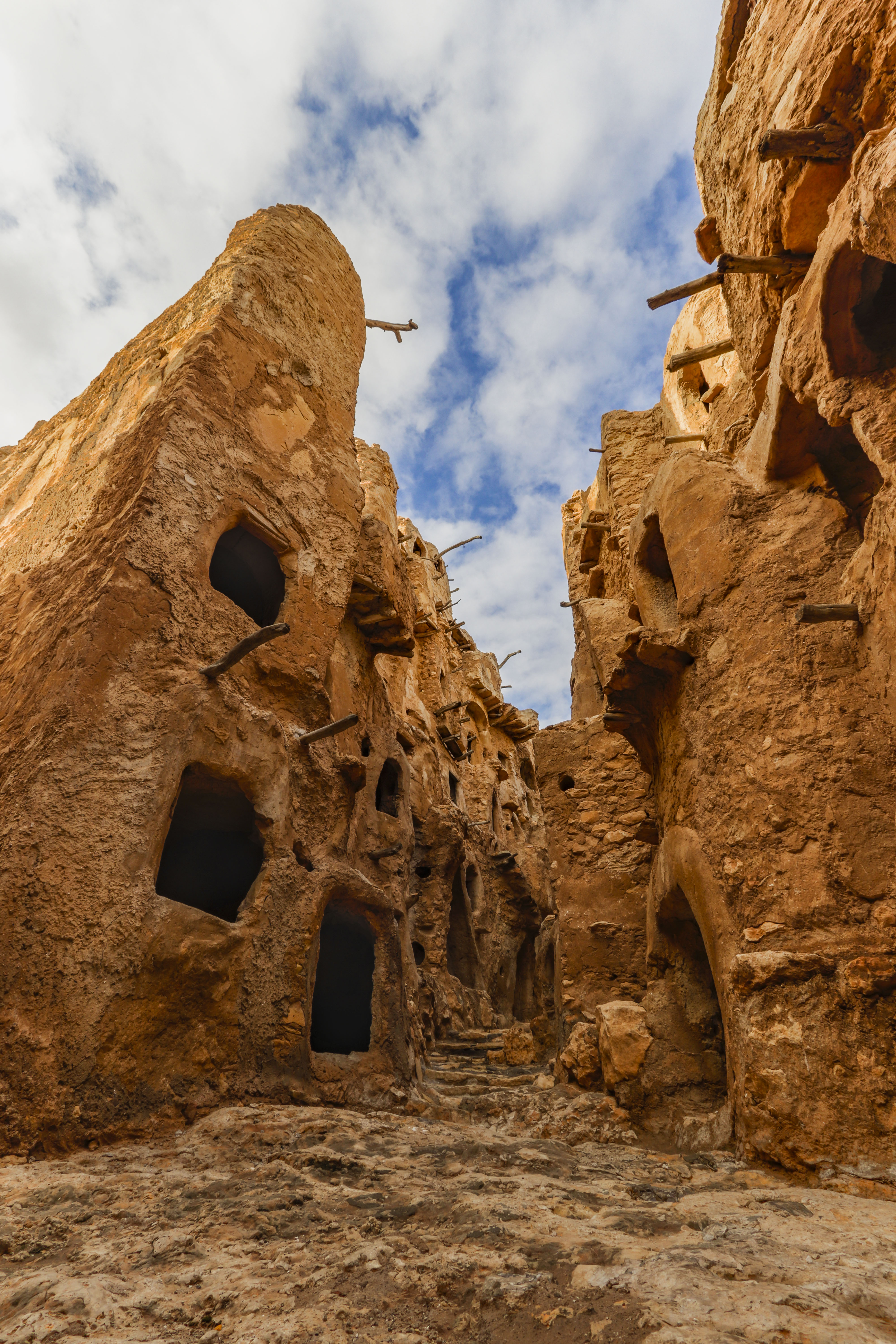
من وسط القصر
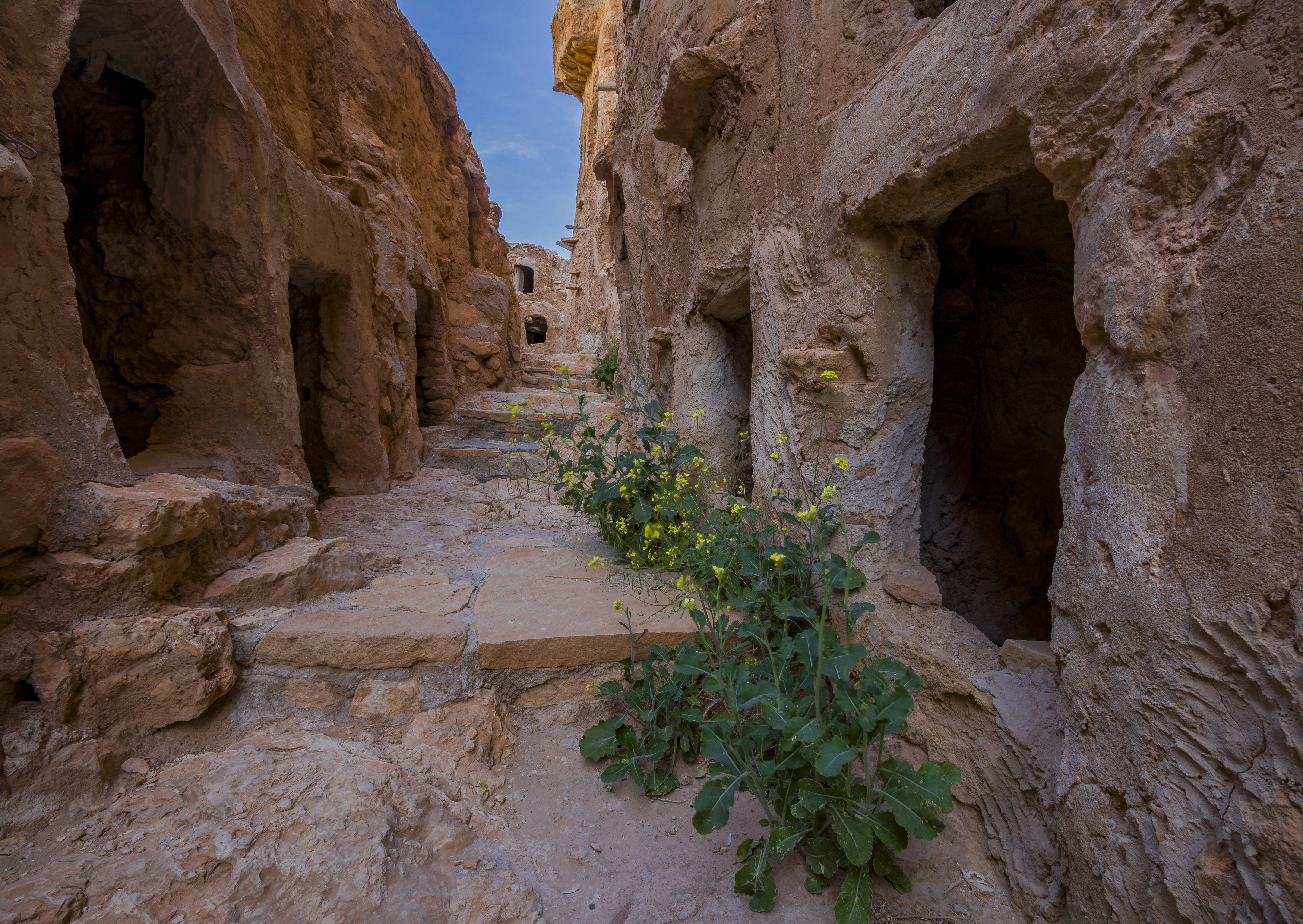
ممر داخل القصر